# The Final Cut (film fra 2005)
 For alternative betydninger, se The Final Cut. (Se også artikler, som begynder med The Final Cut)
The Final Cut er  en amerikansk science fiction/thriller-film fra 2005.

## Medvirkende
| Navn               | Rolle              |
| ------------------ | ------------------ |
| Genevieve Buechner | Isabel Bannister   |
| Robin Williams     | Alan W. Hakman     |
| Leanne Adachi      | Nathalie           |
| Mira Sorvino       | Delila             |
| Stephanie Romanov  | Jennifer Bannister |
| James Caviezel     | Fletcher           |